# Limnophora trigemina
Limnophora trigemina este o specie de muște din genul Limnophora, familia Muscidae, descrisă de Stein în anul 1913. Conform Catalogue of Life specia Limnophora trigemina nu are subspecii cunoscute.